# Tuňák atlantský
Tuňák atlantský (Thunnus atlanticus) je nejmenší druh tuňáka z rodu Thunnus, dorůstá maximální délky 100 cm při hmotnosti 21 kg.

## Popis
Tuňák atlantský má proudnicové tělo. Hřbetní ploutev má 13 sestupně dlouhých trnů, které po krátké mezeře pokračují 14 až 15 měkkými paprsky ve druhé hřbetní ploutvi. Řitní ploutev má 11 až 15 paprsků. Prsní ploutve jsou dlouhé a dosahují úrovně konce první hřbetní ploutve.
Má černavý hřbet, žlutavé boky a světlé břicho. Ploutvičky za hřbetní a řitní ploutví jsou žlutavé.

## Chování, potrava a rozmnožování
Obývá vody epipelagiálu a mezopelagiálu, kde loví ryby a olihně. Jejich potravu tvoří i korýši jako jsou garnáti, krabi, různonožci, ústonožci, a larvy desetinožců. Je to tažná ryba žijící v hejnech.
Jedná se o krátkověké rychle rostoucí ryby, 5letá ryba je považována za starou. Dospělosti dosahuje ve dvou letech. Tře se na otevřeném moři. Dává přednost teplým vodám s teplotou přes 20 °C.

## Rozšíření
Tuňák atlantský se vyskytuje v západní části Atlantského oceánu od Cape Cod po jižní Brazílii.

## Význam
Tuňák atlantský je hospodářsky významná ryba.
V roce 2010 Greenpeace International nezařadil tuňáka atlantského, podobně jako jiné druhy tuňáků, na svůj „červený potravinový seznam“.